# B11 (U-Boot)
Die HMS B11 war ein Unterseeboot der B-Klasse der britischen Royal Navy, das zu Beginn des Ersten Weltkrieges bereits als veraltet gelten durfte, sich aber während des Dardanellen-Feldzuges besonders auszeichnete, als es als erstes britisches U-Boot die Minensperren der Dardanellen überwand und dahinter ein türkisches Panzerschiff versenkte. Nach erfolgreicher Rückkehr wurde sein Kommandant mit dem Victoria-Kreuz ausgezeichnet.

## Technische Daten
U-Boote der B-Klasse hatten eine Gesamtlänge von 43,4 m (142 Fuß 3 Zoll), eine Breite von 3,8 m (12 Fuß 7 Zoll) und einen mittleren Tiefgang von 3,4 m (11 Fuß 2 Zoll). Sie verdrängten 287 Tonnen über Wasser und 316 Tonnen getaucht. Sie hatten eine Besatzung von zwei Offizieren und dreizehn Mann.
Aufgetaucht wurden die Boote von einem einzigen 16-Zylinder-Vickers-Benzinmotor mit 600 PS (447 kW) angetrieben. Getaucht wurde die Schiffsschraube von einem Elektromotor mit 180 PS (134 kW) angetrieben.
B11 konnte aufgetaucht mit 12 Knoten (22 km/h) und getaucht mit 6,5 Knoten (12,0 km/h) laufen. Über Wasser hatte die B-Klasse eine Reichweite von 1.000 Seemeilen (1.900 km) bei 8,7 Knoten (16,1 km / h).
B11 war mit zwei 18-Zoll (450 mm) Torpedorohren im Bug bewaffnet. Es konnte ein Paar Torpedos zum Nachladen mitführen, tat dies jedoch im Regelfall nicht, da sie als Ausgleich auf das gleiche Gewicht an Treibstoff hätte verzichten müssen.

## Feindfahrten
Zusammen mit zwei Schwesterschiffen wurde B11 1912 nach Malta verlegt. Im September 1914 wurde B11 dann nach Bozcaada (griechisch Tenedos) verlegt, um sich der Flotte anzuschließen, die den Eingang der Dardanellen überwachte.

Lage von Bozcaada an den Dardanellen

Am 5. November 1914 erklärten Großbritannien und Frankreich der Türkei den Krieg, wodurch sich die Situation vor der türkischen Küste völlig veränderte und drastisch verschärfte.

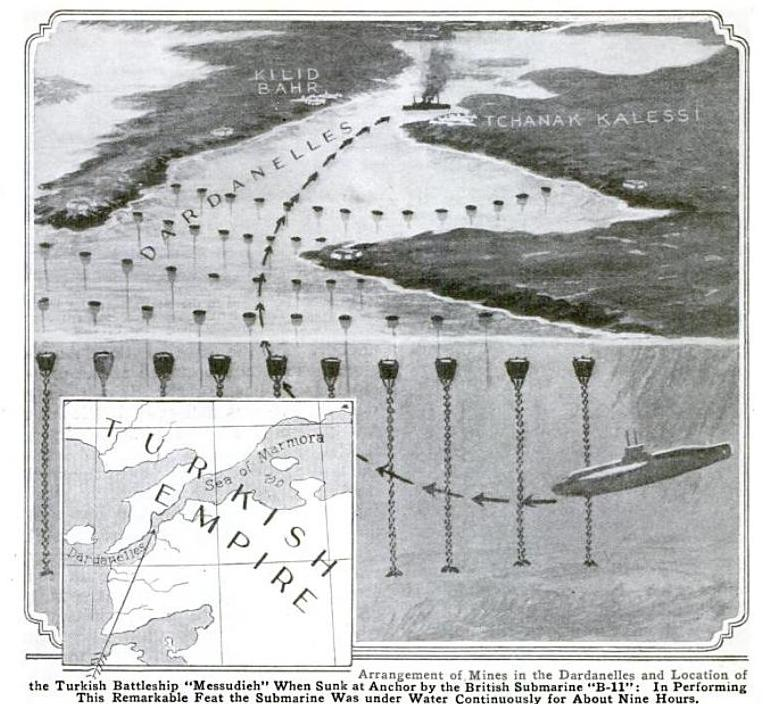
Schematisches Bild der Durchfahrt durch die Minensperren in den Dardanellen

B11, das gerade mit neuen Batterien ausgerüstet worden war, wurde dazu bestimmt, einen Angriffsversuch auf die türkischen Kriegsschiffe im Marmarameer zu unternehmen. B11 lief unter dem Kommando von Lieutenant Norman Douglas Holbrook von Bozcaada aus. Die getauchte Durchfahrt durch die Dardanellen unter den dort ausgelegten Minenfeldern dauerte 5 Stunden. Am Morgen des 13. Dezember 1914 um 11:30 Uhr entdeckte B11 das türkische Panzerschiff Mesudiye am Kap Nara Burnu. B11 feuerte genau einen Torpedo auf das Panzerschiff, der dieses am Heck traf und vernichtend beschädigte. Es gelang Mesudiye noch auf B11 zu feuern, bevor es kenterte. Die Verluste der Türken waren gering, aber das Schiff verloren. Seine Geschütze wurden später geborgen und in die Festungen an Land integriert.
B11 benötigte 8 Stunden für die Rückfahrt durch die verminten Dardanellen. Eine Fahrt mit Periskop war nicht möglich, da die Küstenbatterien sofort das Feuer eröffneten.
Der Kommandant von B11 wurde mit dem Victoria-Kreuz ausgezeichnet, sein Erster Offizier Sydney Winn erhielt den Distinguished Service Order und jedes weitere Mitglied der Mannschaft die Distinguished Service Medal. Im Juli 1916 wurde der Mannschaft von B11 ein Prisengeld zugesprochen: der Kommandant erhielt 600 Pfund, der Erste Offizier 480 Pfund und jeder weiter Seemann 120 Pfund. Letzteres entsprach einem dreifachen Jahresgehalt.
Am 18. April 1915 beteiligte sich B11 vergeblich an der Suche nach dem gestrandeten Unterseeboot HMS E15.
Im Oktober 1915 wurde B11 unter einem neuen Kommandanten nach Venedig verlegt. Bis in das Jahr 1916 war B11 noch als Unterseeboot im Einsatz, dann wurde der Elektromotor ausgebaut und die Aufbauten verändert. Danach kam B11 nur nach als Überwasserpatrouillenboot zum Einsatz.

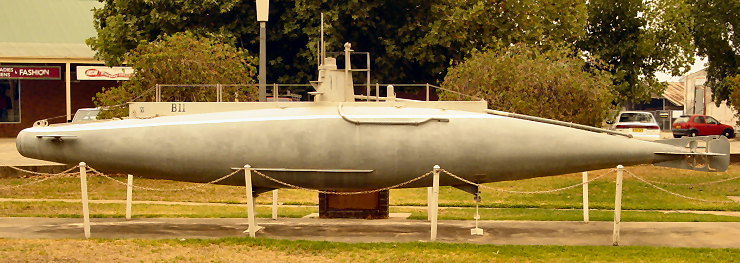
Modell der B11